# Nissan Cherry
La Datsun Cherry (チェリー), nota in seguito anche come Nissan Cherry e, in Giappone, come Nissan Pulsar, è stata una serie di piccole vetture Nissan Motor, che furono le prime trazione anteriore di linea prodotte dalla casa automobilistica giapponese.
Dalla Cherry (N12) è stata derivata la Alfa Romeo Arna, venduta sul mercato europeo anche come Nissan Cherry Europa e in Giappone, come Nissan Pulsar Milano. Queste vetture avevano solo lievi differenze nelle griglie del radiatore, nello sterzo e nei tessuti.

## Storia

### 1ª Generazione E10 Series (1970-74)
In Europa, la E10 è stata chiamata Datsun 100A (Datsun era il marchio utilizzato in luogo di quello Nissan per il mercato europeo a quel tempo) (con motore A10) o Datsun 120A (con motore A12 disponibile solo per la versione coupé). Si dice che in alcuni mercati è stato utilizzato anche il nome di Cherry Datsun 1000, pur tuttavia il nome Datsun 1000 viene normalmente associato con la Nissan Sunny.
Le versioni disponibili erano:
- Datsun Cherry E10
- Datsun 100A Cherry 2 porte 1972 chiamata anche Datsun 1000
- Datsun 100A
- Datsun 120A

Il periodo di produzione va dal 1970 al 1974, le carrozzerie disponibili erano di berlina a 2 e 4 porte, station wagon tre porte e coupé.

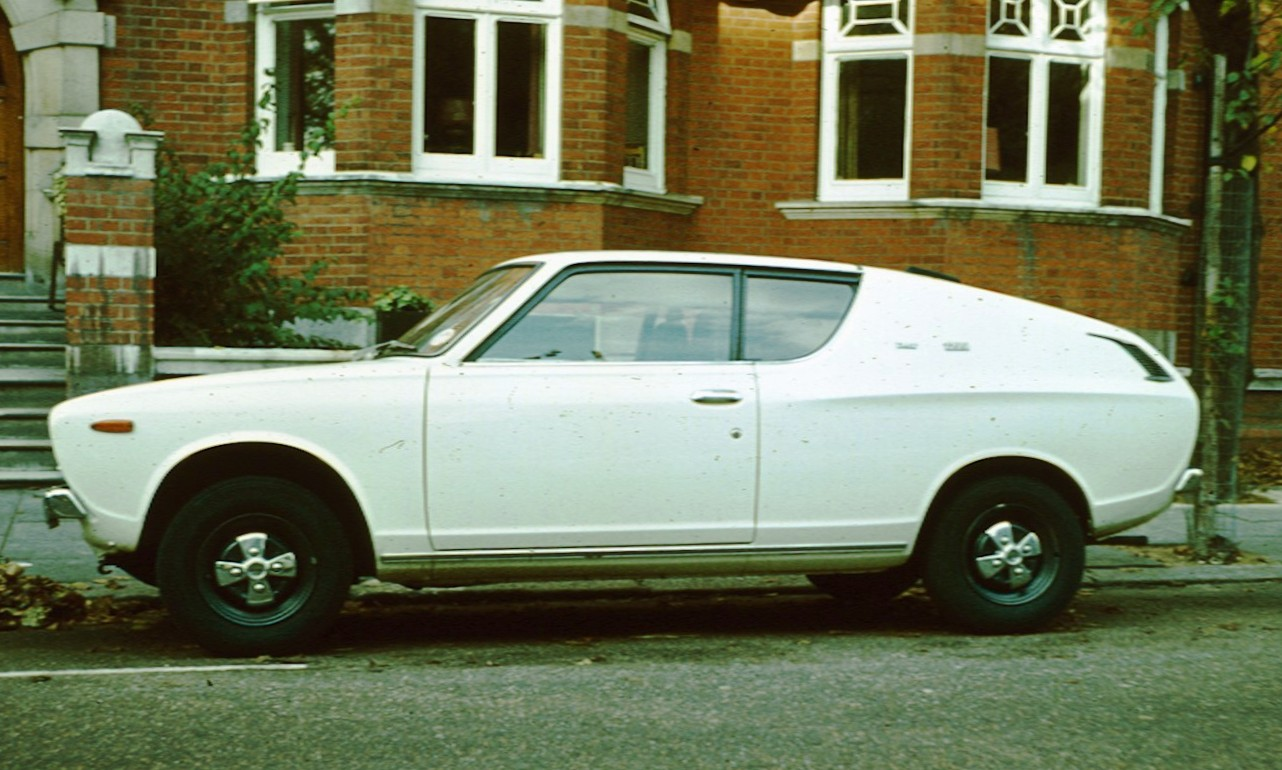
Cherry Coupé

La E10 era dotata di due tipi di motore quattro cilindri in linea:
- 988 cm³ A10
- 1171 CC A12

Nell'ottobre 1970 la E10 inizia le vendite in Giappone; inizialmente solo nelle versioni berlina 2 e 4 porte. Nello stesso anno viene esposta al 17 ° salone di Tokyo la concept car "270X" basata sulla Cherry.
Alla fine del mese di settembre 1971 viene aggiunta la versione coupé e nel marzo 1972 quella station wagon. In Giappone la Cherry viene anche utilizzata come vettura apri corsa nelle competizioni.
Nel 1973 viene presentata la Cherry Coupé 1200X R-1 e, nello stesso anno vengono introdotti alcuni aggiornamenti estetici a tutta la serie.

### 2ª generazione F10 Series (1974-78)

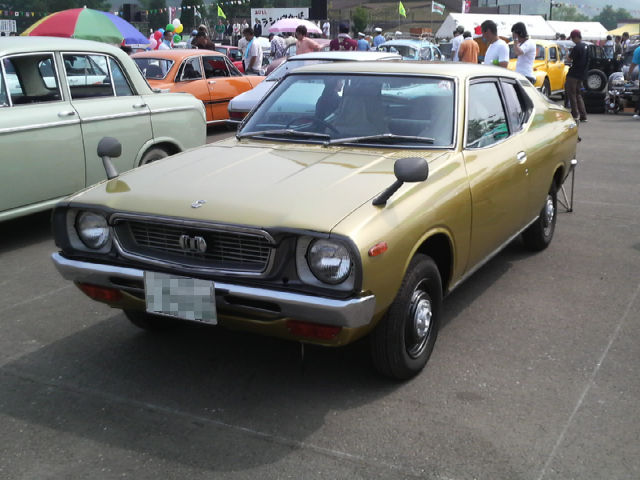
Cherry F-II Coupé

La seconda generazione della Cherry era conosciuta come F-II in Giappone e come Datsun F10 in Nord America. Si è trattato della prima trazione anteriore Nissan venduta su tale mercato. Anche questa nuova versione manteneva le sospensioni a quattro ruote indipendenti.
L'F10 era dotata di tre tipi di motori quattro cilindri in linea:
- 988 cm³ A10
- 1171 CC A12
- 1397 CC A14

Venne reso disponibile anche un cambio di tipo semi-automatico, chiamato "Sportmatic", che ha utilizzato un convertitore di coppia eliminando la necessità di una frizione.
In Europa l'F10 era conosciuto come Datsun F-100A II (con il motore A10) o F-120A II (con motore A12); quest'ultimo è stato il modello più diffuso.
In Nuova Zelanda le 100A berlina 4 porte (A10 motore 1.0L) hanno rappresentato il modello di minor cilindrata mai prodotto in quella nazione, inferiore con i suoi 988 cm³ anche alla Mini equipaggiata da un 998 cm³.
La vendita della seconda serie è iniziata in Giappone nel Settembre 1974 ed è proseguita sino al Maggio 1978; in quella data è stata presentata la Pulsar che ha fatto cessare l'uso della denominazione Cherry sul mercato interno.

### Nissan Pulsar (N10)

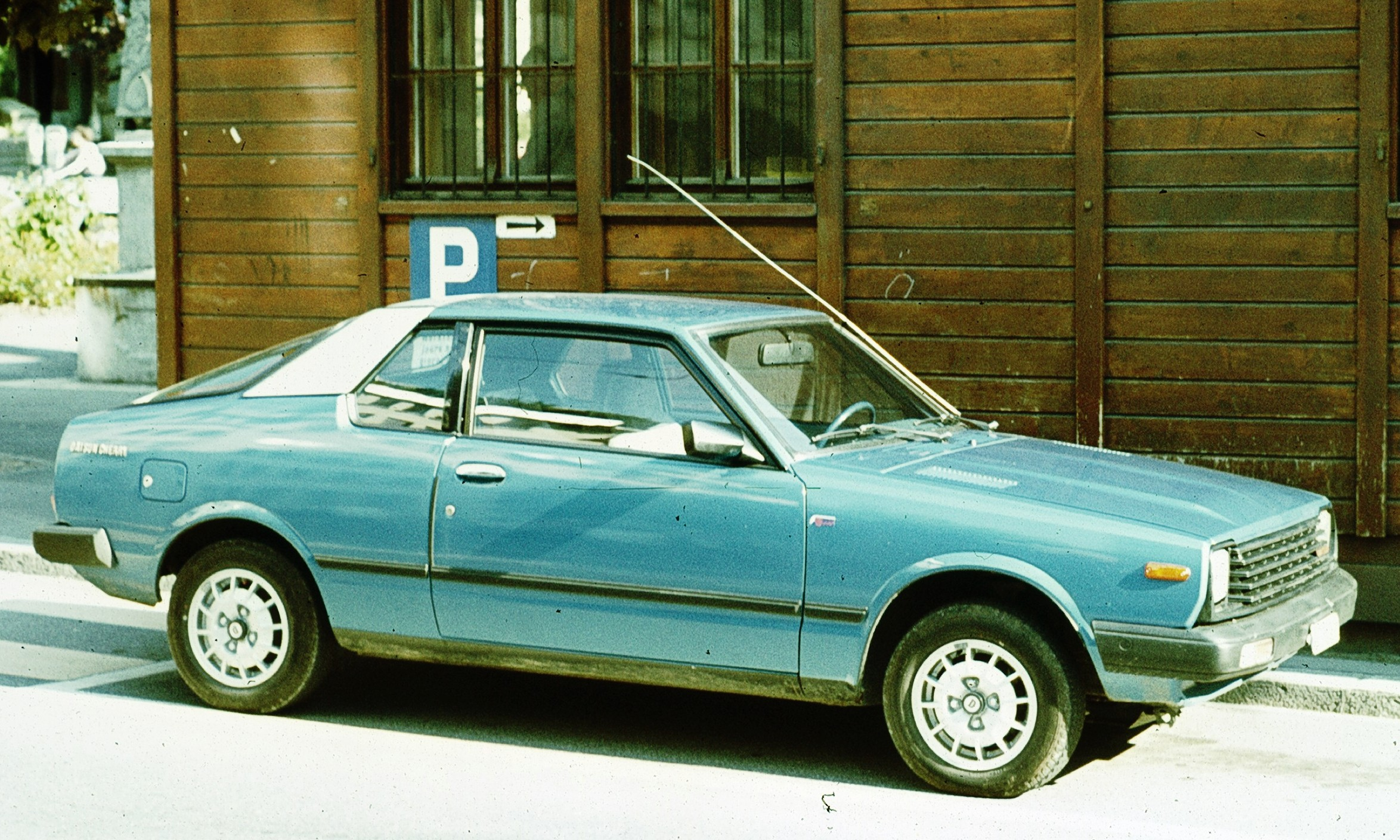
Cherry N10

Il modello N10 del 1978 era conosciuto come Pulsar in Giappone, ma è stato chiamato Cherry in Europa, dove fu commercializzato dal marzo 1979. La carrozzeria era molto squadrata, seguendo la moda del tempo al di fuori dell'Europa, similarmente ai modelli concorrenti come la Toyota Corolla e la Honda Civic del periodo. I propulsori rimasero gli stessi della versione precedente.
Per la sua particolare conformazione si era presupposta la possibilità di una versione a trazione posteriore destinata ai paesi emergenti ma non è mai entrata in produzione.
Le versioni disponibili erano nella classica conformazione berlina a 2 e 4 porte oltre che in quella hatchback a 3 e 5 porte, completate dalle versioni coupé, van e station wagon. Sul mercato americano è stata venduta come Datsun 310, che era la versione leggermente superiore della Datsun 210.
Nel 1981, oltre che essere sottoposta ad un lifting, la Cherry fu equipaggiata dalla nuova serie di propulsori della serie "E". In base alla politica aziendale, dal 1982 iniziò a sparire il marchio Datsun sostituito da quello Nissan.

### Nissan Pulsar (N12)
Questa generazione fu commercializzata nel mercato interno giapponese dal 1982 al 1985, mentre in Europa fu commercializzata come
Nissan Cherry Europa e come Alfa Romeo Arna, grazie ad un accordo stipulato tra le 2 case automobilistiche. Come il modello giapponese, la prima vettura uscirà di produzione nel 1985, e restò solo la Arna. A causa dei bassi riscontri di vendita, però, quest'ultima non verrà più venduta dal 1987, anche per la contrarietà del gruppo FIAT dopo l'acquisizione dell'Alfa Romeo. Come erede della prima vettura si può considerare la Nissan Sunny, mentre per la seconda invece è l'Alfa Romeo 33.
Nel 1983 la Nissan N12 è stata brevemente venduta (con scarso successo) anche negli StatI Uniti come Nissan Pulsar.
Dal 1984 al 1987 è stata prodotta in Australia la Holden Astra, nella sola configurazione a 5 porte. Le differenze con la versione originale giapponese erano minime: una nuova griglia anteriore, fanali posteriori e le targhette identificative. La meccanica era basata su un motore Nissan 1500cc costruito sul posto.